# Madeline Bassett
Madeline Bassett ist eine wiederkehrende fiktive Figur in den komischen Romanen des britisch-amerikanischen Schriftstellers P. G. Wodehouse. Sie spielt in fünf Romanen, die P. G. Wodehouse zwischen 1933 und 1971 veröffentlichte, neben den Protagonisten Bertie Wooster und seinem Kammerdiener Jeeves eine Rolle. 

## Charakterisierung
Madeline Bassett ist die Tochter von Sir Watkyn Bassett, einem ehemaligen Polizeirichter, der Titel und Wohlstand ererbt hat. Das Verhältnis von Bertie zu Sir Watkyn ist nicht das beste: Wegen eines Polizeihelmdiebstahls am Abend einer großen Ruderregatta hatte Sir Watkyn Bertie zu einer überaus saftigen Geldstrafe von 5 Pfund verurteilt und Bertie ist fest davon überzeugt, dass die Geschichte vom Erbe erfunden ist und Sir Watkyn im Laufe seiner Richterjahre alle Bußgelder selbst eingestrichen hat.
Wohnsitz von Sir Watkyn, Madeline und Sir Watkyns lebthaftem Mündel Stiffy Byng ist Totleigh Towers, ein Landsitz, der eine kurze Autostrecke von Brinkley Court, dem Landsitz von Berties Tante Dahlia und ihrem Ehemann Tom Travers, entfernt liegt. 
Madeline Bassett wird von P. G. Wodehouse als eine ausgesprochen gut aussehende junge Frau beschrieben: 

„Die Augen sind groß und strahlend, die Gesichtszüge fein geschnitten, und auch Haar, Nase, Zähne und Ohren sind mehr als nur guter Durchschnitt. Aufgrund [einer] Fotografie glaubt man es mit einem Wesen zu tun zu haben, das als Glamourgirl auf breiteste Akzeptanz stieße.“

Madeline ist gleichzeitig jedoch ausgesprochen naiv-sentimental und erklärt die Sterne zur Gänseblümchenkette des lieben Gottes und äußert, dass ein Baby zur Welt kommt, wenn eine Fee niest
Dann eben nicht, Jeeves ist der Roman, in der Madeline Bassett das erste Mal auftritt: Berties alter Schulfreund Gussie Fink-Nottle hat sich in Madeline verliebt, seine Schüchternheit hat bisher jedoch verhindert, dass er Madeline seine Liebe eingesteht. Bertie bietet daraufhin an, mit Madeline im Park spazieren zu gehen und sie behutsam darauf vorzubereiten, dass es auf Brinkley Court jemand gebe, der tiefere Gefühle für sie hege. Dann soll der sorgfältig auf seinen Auftritt vorbereitete Gussie hinzukommen und Madeline seine Liebe gestehen. Der Plan scheitert: Madeline glaubt, dass Bertie in sie verliebt sei. Sie teilt ihm mit, dass sie ihn leider zurückweisen muss, weil sie Gussie liebe – sie werde aber ihn heiraten, wenn ihre Beziehung zu Gussie scheitern würde. Als Gentleman ist es Bertie unmöglich, Madeline über das Missverständnis aufzuklären. Die Gefahr, dass Bertie als Ersatz für Gussie Madeline vor den Traualtar führen muss, weil es in irgendeiner Weise zu einer Missstimmung zwischen den Verlobten gekommen ist, ist Handlungsmotiv in den nachfolgenden Romanen Alter Adel rostet nicht, Jeeves wirkt Wunder und SOS; Jeeves!.

„Ich habe einst im Hause eines frisch vermählten Freundes logiert, dessen Gemahlin über dem Kamin des Salons, wo man so etwas unmöglich übersehen konnte, in regen Lettern die Inschrift „Zwei Liebe haben dieses Nest gebaut“ anbringen ließ, und ich erinnere mich bis heute der stummen Pein in den Augen des Gatterichs, wann immer er ins Zimmer trat und sein Blick darauf fiel. Ob Madeline Bassett beim Einlaufen in den Hafen der Ehe zu ähnlich drastischen Maßnahmen greifen würde, ließ sich schwer sagen, doch es scheint überaus wahrscheinlich, weshalb ich beschloss, meine Bemühungen, zwischen ihr und Gussie Versöhnung zu stiften energisch voranzutreiben und nichts unversucht zu lassen.“

In Alter Adel rostet nicht ist das Zerwürfnis zwischen Madeline und Gussie der Anlass, dass Bertie sich überhaupt in die Höhle des Löwen wagt und nach Totleigh-Towers, dem Landsitz von Sir Watkyn reist. In Jeeves wirkt Wunder muss verhindert werden, dass Madeline und Tante Agatha bei einem Familientreffen auftauchen und so ein Verwechselungsspiel preisgeben, in dem sich Gussie Fink-Nottle und Bertie als der jeweils andere ausgeben. In SOS, Jeeves! zwingt Madeline Gussie zu vegetarischer Lebensweise und gefährdet so die Beziehung. Es bedarf jeweils des Eingriffs von Kammerdiener Jeeves, der verhindert, dass Madeline ihre Ankündigung wahr macht, Bertie zu ehelichen, wenn ihre Beziehung zu Gussie scheitert.

## Romane, in denen Madeline Bassett eine der Protagonisten ist
- Right Ho, Jeeves (1934); deutscher Titel: Dann eben nicht, Jeeves. Der Roman erschien zwischen dem 23. Dezember 1933 und dem 27. Januar 1934 zunächst als Fortsetzungsgeschichte in der US-amerikanischen Saturday Evening Post.
- The Code of the Woosters (1938); deutscher Titel: Alter Adel rostet nicht
- The Mating Season (1949); deutscher Titel der Erstübersetzung Das höchste der Gefühle; 
  - neu aufgelegt: Jeeves wirkt Wunder, neu übersetzt von Thomas Schlachter, Edition Epoca, Zürich
- Stiff Upper Lip, Jeeves (1963); deutscher Titel der Erstübersetzung: Was tun, Jeeves?;
  - neu aufgelegt: SOS, Jeeves!, neu übersetzt von Thomas Schlachter, Edition Epoca, Zürich
- Much Obliged, Jeeves (1971); Titel in den Vereinigten Staaten: Jeeves and the Tie That Binds; deutscher Titel: Ohne Butler geht es nicht

## Einzelbelege
1. ↑   P. G. Wodehouse: SOS, Jeeves!. S. 42
2. ↑   P. G. Wodehouse: Jeeves wirkt Wunder., S. 44. Übersetzung von Thomas Schlachter
3. ↑   P. G. Wodehouse, The Code of the Wooster, S. 15.
4. ↑   P. G. Wodehouse, The Code of the Wooster, S. 16.
5. ↑   P. G. Wodehouse: SOS, Jeeves!, S. 43. Übersetzung von Thomas Schlachter.